# Lijst van rijksmonumenten in Zeeland (provincie)

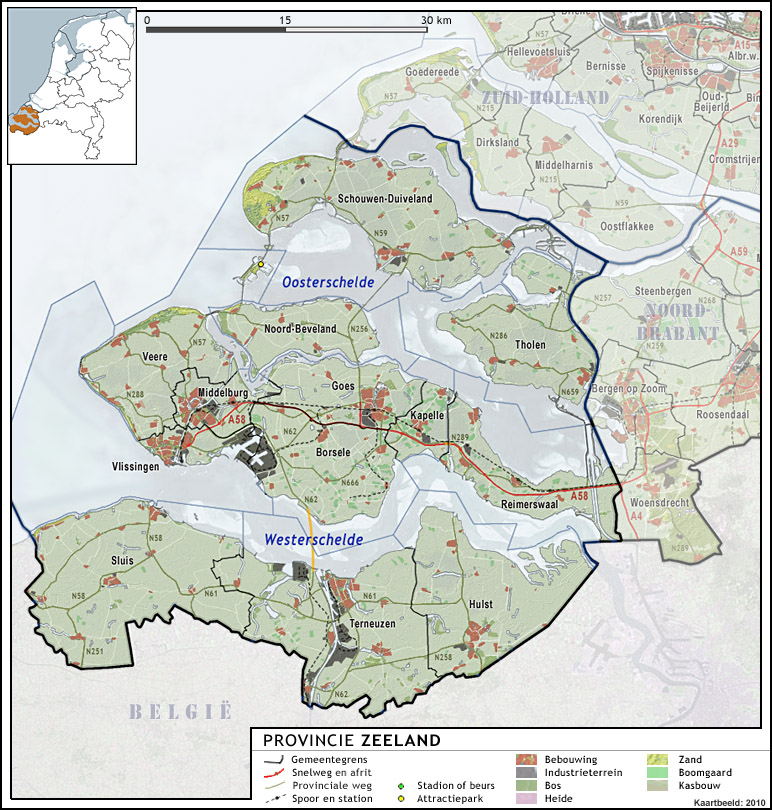
Zeeland

In de volgende gemeenten in Zeeland bevinden zich rijksmonumenten:
- Lijst van rijksmonumenten in Borsele
- Lijst van rijksmonumenten in Goes
- Lijst van rijksmonumenten in Hulst
- Lijst van rijksmonumenten in Kapelle
- Lijst van rijksmonumenten in Middelburg
- Lijst van rijksmonumenten in Noord-Beveland
- Lijst van rijksmonumenten in Reimerswaal
- Lijst van rijksmonumenten in Schouwen-Duiveland
- Lijst van rijksmonumenten in Sluis
- Lijst van rijksmonumenten in Terneuzen
- Lijst van rijksmonumenten in Tholen
- Lijst van rijksmonumenten in Veere
- Lijst van rijksmonumenten in Vlissingen